# Крива Урисона

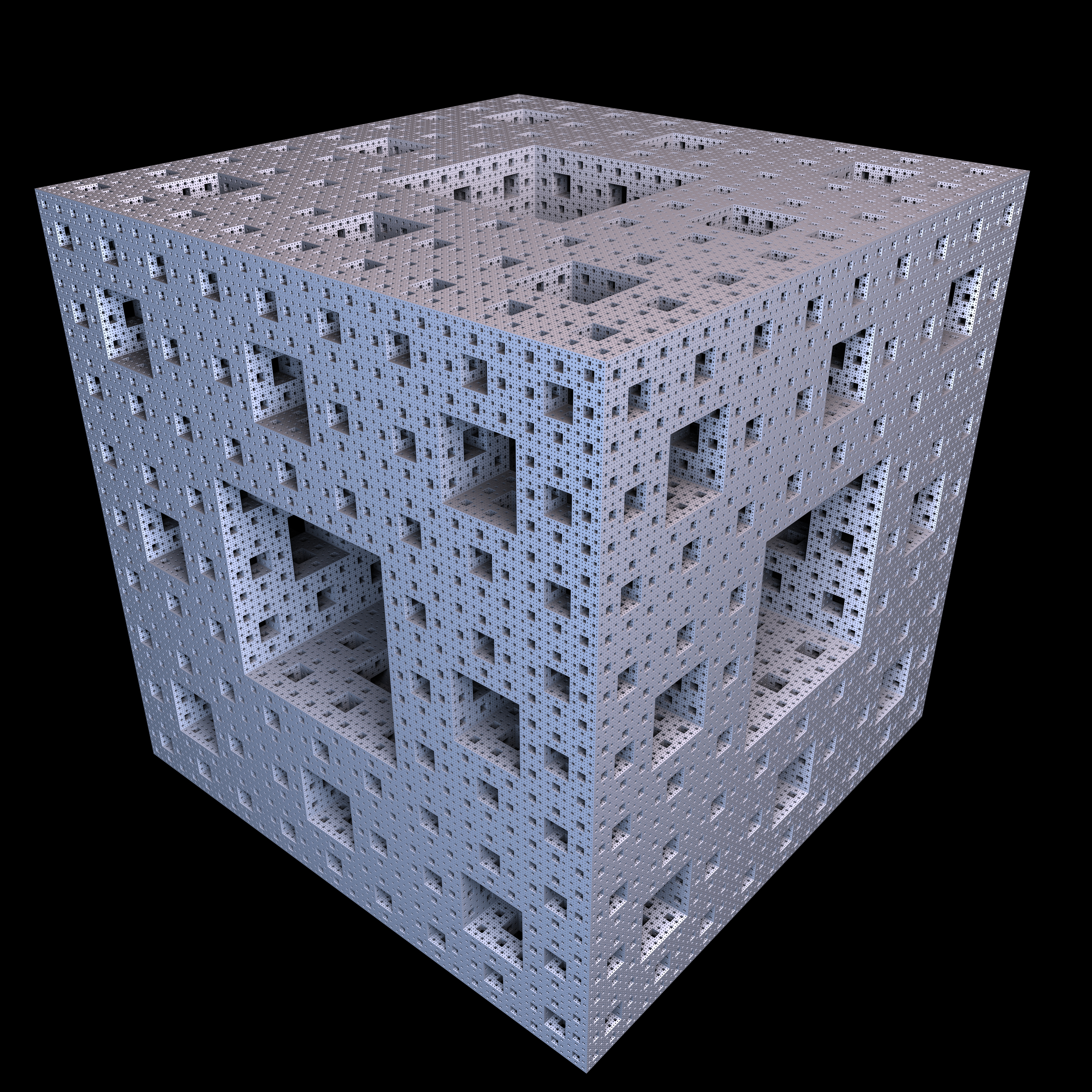
Губка Менгера — приклад кривої Урисона.

Крива Урисона — найзагальніше означення кривої, введене Павлом Урисоном в 1921 році. Це означення узагальнює означення Кантора на довільну розмірність.
Кривою називається зв'язний компактний топологічний простір {\displaystyle C} топологічної розмірності 1.